# Список імператорів Латинської імперії
13 квітня 1204 року, після падіння Константинополя під час Четвертого хрестового походу, зібралася рада із чотирьох керівників венеційських військ і Хрестоносців  які вибрали Балдуїна I, графа Фландрії та Ено, для правління  завойованою територією, що стала пізніше Латинською імперією.

## ІмператориЛатинської імперії,1204—1261
| Роки правління | Ім'я | Портрет |
| -------------- | --- | ------- |
| 1204—1205      | Балдуїн I Фландрський                                                                                           |         |
| 1205—1216      | Генріх I Фландрський                                                                                            |         |
| 1216—1217      | П'єр II де Куртене                                                                                              |         |
| 1217—1219      | Іоланта де Куртене                                                                                              |         |
| 1219—1228      | Роберт де Куртене (коронований у 1221 році)                                                                     |         |
| 1228—1261      | Балдуїн II де Куртене (у 1228—1237 регентом був Іоанн де Брієн)                                                 |         |
|                | Після захоплення Константинополя у 1261 році військами Нікейської імперії титул став номінальним                |         |
| 1261—1273      | Балдуїн II де Куртене                                                                                           |         |
| 1273—1283      | Філіпп I де Куртене                                                                                             |         |
| 1283—1308      | Катерина I де Куртене (правила у 1302 — 1308, титулом володів її чоловік — Карл де Валуа)                       |         |
| 1308—1346      | Катерина II де Валуа-Куртене (1313—1332, титулом володів її чоловік — Філіп I Тарентський)                      |         |
| 1346—1364      | Роберт Тарентський                                                                                              |         |
| 1364—1373      | Філіп II Тарентський                                                                                            |         |
| 1373—1383      | Жак де Бо (У 1383 році титул був відданий королю Неаполя Людовику I Анжуйському, але ніхто ним не скористався.) |         |